# سينما المرأة

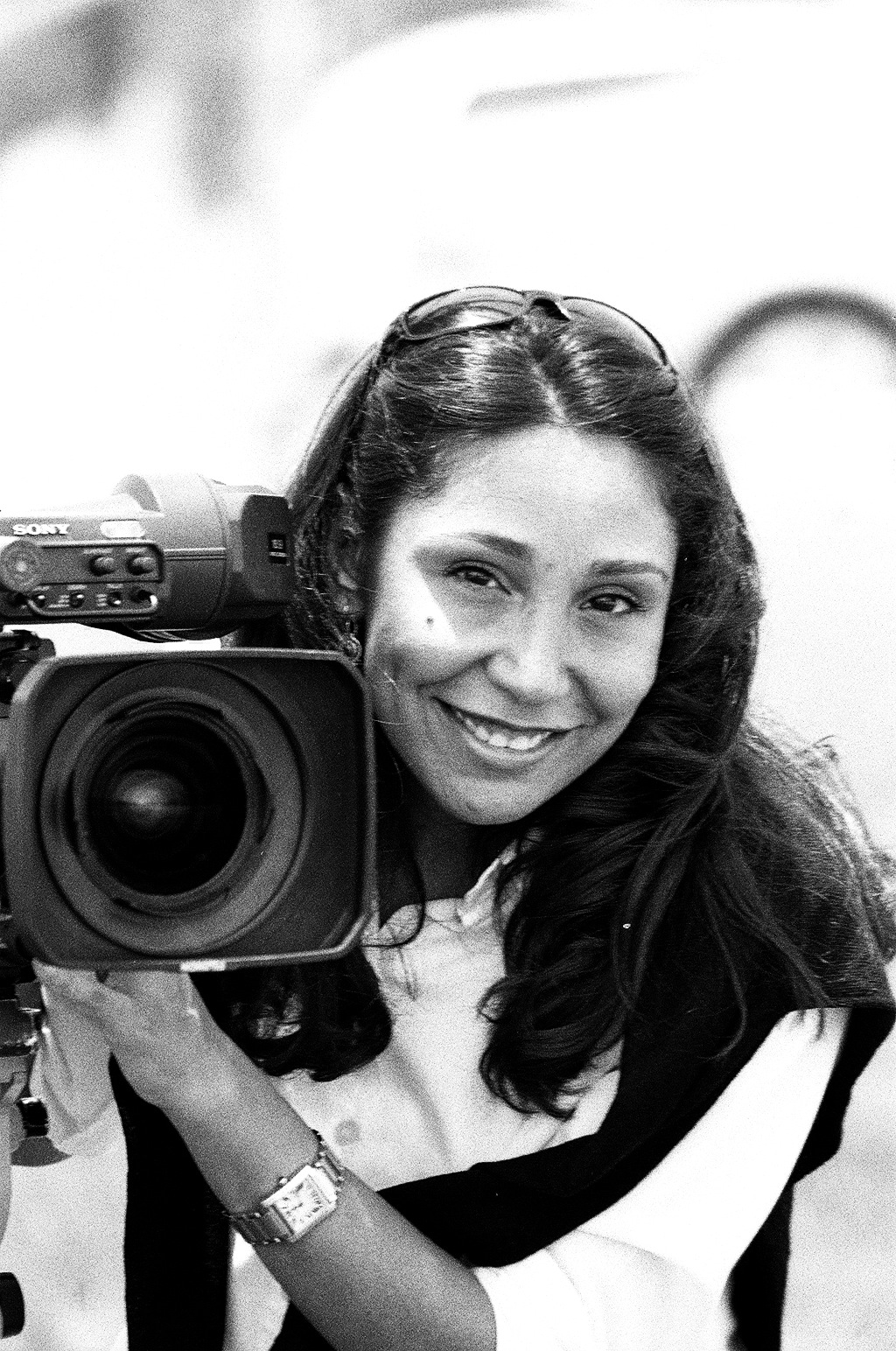

سينما المرأة هي مجموعة متنوّعة من المواضيع المجتمعة معا لخلق عمل المرأة في الفيلم ويمكّنّ أن يشمل ذلك شغل المرأة أدوّار خلف الكواليس مثل المخرج، المصوّر السّينمائيّ، الكاتب والمنتج مع معالجة قصص المرأة وتنمية الشّخصيّة من خلال النّصوص السينمائية.
وتعرف سينما المرأة بمساهمات المرأة في جميع أنحاء العالم ليس فقطّ بالأفلام الرّوائيّة ولكنّ أيضا الوثائقية.
إبراز عمل المرأة من خلال مختلف المهرجانات والجوائز مثل مهرجان صاندانس السينمائي.
ويوضح أليسون بتلر:" سينما المرأة هي بناء معقّدٍ، نقديٌّ، نظري ومؤسّسيٌّ وكان لهذا المفهوم نصيبه العادل من الانتقادات ممّا تسبّبٌ في ابتعاد بعض صانعات الأفلام خوّفا من ربطهنّ بالتّهميش والجدل الأيديولوجيّ.

## المشاهير من النّساء في تاريخ السّينما

### الأفلام الصّامتة
أليس غاي-بلاشي Alice Guy-Blaché كانت رائدة في مجال الأفلام، ومن المرجّح أن تكون أوّل انثي مخرجة عملت لصالح شركة غومونت للأفلام شركة أفلام غومونت في فرنسا في الوقت الّذي تمّ فيه اختراع السّينما، لقد صنعت فيلم La Fée aux Choux (1896).
تواريخ العديد من الأفلام المبكّرة متضاربة ولكنّ قد يكونّ فيلمّ La Fée aux Choux أوّل فيلمّ روائيّ صدر من أيّ وقت مضّى. شغلت منصب رئيس غومونت للإنتاج من 1896 إلى 1906، وأنتجت في نهاية المطاف مئات الأفلام الصّامتة في فرنسا والولايات المتّحدة.
المخرجة الأمريكيّة المولّد لويس ويبر لويس ويبر كانت مدرّبة وملهمة من قبل غيّ- بلاتشي ووجدت النّجاح في صناعة الافلام الصّامتة. ويبر معروفة بأفلامهاHypocrites (1915)، The Blot (1921) و Suspense (1913).
تركز أفلامٌ ويبر غالبًا على القضايا الاجتماعيّة الصّعبة على سبيل المثّال فيلمّهاأين أطفالي؟ (1916)المتعلّق بالقضايا المثيرة للجدل بتحديد النّسّل والإجهاض وتساءلت عن صحّة عقوبة الإعدام فيThe People vs. John Doe (1916).
كانت مابل نورماند Mabel Normand هي أحد أوائل صناع الأفلام الإناث المعروفات. بدأت كممثّلةٍ وأصبحت منتجة -كاتبة-مخرجٍة في 1910، عملت على أوّل فيلم قصير تشارلي تشابلن كما صنعت الصّدمةالمتشرد في ماك سينيت في إستوديوهاتٍ كيستون.
```
كما تعاونت مع سينيت في أفلامٍ كيستون الأخرى، وخلال أواخر 1910s وأوائل 1920s, كان لديها استوديو الفيلم الخاصّ بها وشركة الإنتاج.
وقد سعت الكثيريات من كتّابات السّيناريو بعد السّنوات الأولى للسينما. كان فرانسيس ماريون 
فرانسيز ماريون
، أنّيتا 
لوسأنيتا لوس
، ويونيو ماثيس 
جون ماثيسجميعهن
 نجحوا في مجالاتهن في السنيما الصامتة وسينما الصوت البدائية. كان ماثيس 
جون ماثيسأيضًا
 أوّل امرأةٍ تنفيذيّةٍ في هوليوود.
```

```
في السّويد، آنًا هوفمان-
أودغرنAnna Hofman-Uddgren
 كانت أول امرأة في صناعة الأفلام الصامتة في البلاد - إنتجت الفيلم الصّامت 
Stockholmsfrestelser
 في عامٍ 1911. كما مثلت أيضا في الفيلم.
```

#### هوليوود الكلاسيكية
```
وبما أن السّينما الأمريكيّة أصبحت صناعةً ذات تسويقٍ تجاري كبيرٌ في العشرينات من القرن الماضي، وأصبحت محتواها أكثر تقليديّةً، أصبحت فرص النّساء والمنتجات والمديرات أقلّ وأقلّ. وبحلول الوقت الّذي وصل الصّوت في الولايات المتّحدة في عامٍ 1927 والسنوات التّالية مباشرةً، كانت أدوار النّساء وراء الكاميرا تقتصر إلى حدٍّ كبيرٍ على الكتاب السّينمائيّ، ومصمّمي الّذي، مجموعة الدّيكور، والفنّانين المكياج، وما شابّه ذلك. وكان تنفيذ الصّناعة للرّقابة الذّاتيّة في شكل قانون هايز في عامٍ 1934 يعني أنّ مواضيع مثل تحديد النّسل والإجهاض محرّماتٌ. كانت دوروثي أرسنر المخرج الوحيد للبقاء على قيد الحياة في هذه البيئة غير الصّديقة. فعلت ذلك عن طريق إنتاج أفلامٍ مصنوعةٍ بشكلٍ جيّدٍ ولكنّ رسميًّا بدلًا التّقليديّة. ومع ذلك، فمن الممكن تتبّع العناصر النّسويّة في أفلامها. ناقد السّينما يجدون فيلمها، الرّقص، الفتاة، الرّقص، عن امرأتين تكافحان لجعله في الأعمال التّجاريّة المعرض، لتكون مثيرةٌ للاهتمام بشكلٍ خاصٍّ من منظور نسوي. عندما تمّ اختيار الفيلم لإدراجه في سجلّ الفيلم الوطنيّ، لوحظ أنّ «الرّاقصات، الّتي لعبت من قبل مورين أوهارا ولوسيل الكرة، والسعي للحفاظ على النّزاهة النّسويّة الخاصّة بهم، في حين يقاتلون من أجل مكانهم في دائرة الضّوء وبالنّسبة ل الحبّ من الرّصاص الذّكور لويس هايوارد». بالإضافة إلى الرّقص والفتاة والرّقص، عمل أرسنر أيضًا مع بعض الممثّلات الهائلة في هوليوود، بما في ذلك كأأرين سوف يبورنّ في كريستوفٍر سترونغ (1933) وجوّان كراوفورد في العروس ارتدى الاحمر (1937).
```

#### السينما التجريبية وسنيما الطليعة
```
جيرمين دوّلاك عضوا بارزا في الحركة السّينمائيّة الفرنسيّة الطّليعيّة بعد الحرب العالميّة الأولى، والأفلام الرّوائيّة لمايا ديرين تنتمي إلى كلاسيكيّات السّينما التّجريبيّة.. وكان شير لي كلارك شخصيّةٌ بارزةٌ في المشهد السّينمائيّ الأمريكيّ المستقلّ في نيويورك في الخمسينيّات. عملها غير عادي، بقدر ما وجّهت الأفلام التّجريبيّة والأفلام البارزة فضلًا عن الأفلام الوثائقيّة. جويس ويلاند كانت كنديّة صانع الفيلم التّجريبيّ. وقد سمح المجلس الوطنيّ للسينما في كندا لعدد كبيرٍ من النّساء بإنتاج أفلام رسومٍ متحرّكة غير تجاريّةٍ. في أوروبا كانت فنّانات النّساء مثل فألي إكسبورت من بين أوّل من اكتشف الإمكانات الفنّيّة والسّياسيّة لأشرطة الفيديو.
```

### تأثير الموجة النسوية الثانية
كان اليسار الجديد في ذروته خلال أواخر السّتّينيّات، عندما بدأت الموجة النّسويّة الثّانية. عارضت الحركتان بشدّة «السّينما المهيمنة»، أيٌّ هوليوود والسّينما البرجوازيّة الأوروبّيّة الرّجاليّة. واتّهمت هوليوود بممارسة القمع من خلال نشر القوالب النّمطيّة القائمة على التّمييز الجنسيّ والعنصريّ والاستعماريّ. شاركت النّساء في جمعيّاتٍ جديدةٌ مختلطةٌ مثلٌ نوسريل، لكنّها شكّلت أيضًا مجموعات سينمائيّة خاصّة بهم. غالبًا ما ركّزت أوائل الأفلام النّسويّة على التّجارب الشّخصيّة. وكان أوّل تحفةٍ كاندا من قبل باربرا لودّين، واحدةٌ من الصّور الأكثر مؤثّرة من الاغتراب من أيّ وقتٍ مضى.

### مقاومة العنف وعنف المقاومة
ومقاومة العنف الأبويّ كانت دائمًا مصدر قلقٍ رئيسيٌّ للموجة الثّانية النّسويّة. ونتيجةً لذلك، فقد شارك العديد من النّسويّات في الموجة الثّانية في تحرّكات السّلام في الثّمانينات، كما فعلت أمّهاتهنّ في الحركات المسالمة الأقدم. ومع ذلك، كان من الضّروريّ انتقاد المذهب النّبويّ الأبويّ للمرأة «السّلميّة». وثقت مديرات الأفلام النّسائيّة مشاركةٌ النّساء في حركات المقاومة المناهضة للإمبرياليّة. في أفلامٍ كإلّي، قام كلّ من بيرجيت وويلهلم هاين بتجميع اللّقطات من أنواعٌ «تافهةٌ»، وهي المجال الوحيد للسينما الّتي سمح فيها بعرض المرأة العدوانيّة.

### الإحصاءات
بحثت دراسةٌ أجرتها أوسك آنبرغ ما كان يعني أنّ تكوّن أنثى في صناعة السّينما، بغضّ النّظر عمّا إذا كانوا يعملون وراء الكواليس أو كانت الشّخصيّات الخياليّة. نظرت أوسك أننبرغ في مجموعتين اختبارٌ للأفلام، وأفضل 100 فيلمًا كلّ عامٍ من 2007 إلى 2015 واهمٌ 100 فيلمًا في عامٍ 2015. أمّا بالنّسبة لأفضل 100 فيلمًا في عامٍ 2015, فقد كانت النّساء يتصدّرن 32 مرشّحًا، بينما من بين 32 فيلمًا، كان 3 فقط منهنّ يتضمّننّ سباقًا غير القوقاز. ومن بين الآلاف من أدوار التّحدّث، كان 32 حرفًا فقط من المثليّات والمثليّين ومزدوجي الميل الجنسيّ ومغايري الهويّة الجنسانيّة ومن تلك الشّخصيّات، وكان 40% منهم متنوّعين عرقيًّا. كما كانت الشّخصيّات النّسائيّة أكثر احتمالًا بثلاث مرّاتٍ في السّياق الجنسيّ.. وكان وراء الكواليس إحصائيّاتٍ متشابهةٌ لشخصيّات النّساء الخياليّة. وشكّلت المديرات والكتاب والمنتجون 19 في المائة من أصل 1,365 شخصًا استغرقوا إنتاج 100 فيلمٍ في عامٍ 2015. ويمكن اعتبار النّسبة المئويّة للكتابات الإناث (11.8 في المائة) والمنتجين (22 في المائة) مرتفعةٌ مقارنةً بالإناث المديرين (7.5%). من بين 7.5% من المخرّجات الإناث، ثلاثةٌ منهم أمريكيّاتٌ من أصلٍ أفريقيٌّ وواحدٌ آسيويٍّ. وبالنّسبة لأفضل 100 فيلمٍ كلّ عامٍ من عامٍ 2007 حتّى عامٍ 2015، من أصل 800 فيلمًا، كانت 4.1% موجّهةً من الإناث.

### الأفلام الوثائقية
وفي حين لا تزال هناك فجوةٌ بين نسبة المخرجين من الإناث والذّكور، فإنّ المرأة تميل إلى أنّ تكوّنٌ أكثر انخراطًا في الأفلام الوثائقيّة. وهناك نسبةٌ أعلى من النّساء اللّّواتي يوجّهن الأفلام الوثائقيّة من النّساء اللّّواتي يوجّهن الأفلام الرّوائيّة. في تاريخ جوائز الأوسكار، كان هناك 11 مديرًا وثائقيًّا فازت بجائزة الأوسكار لأفضّل فيلم وثائقيٌّ. تلقّت باربرا كوبل اثنين من تلك الجوائز مع أفلامهاهارلان كونتي، الولايات المتّحدة الأمريكيّة (1977) وأميركان دريم (1991). تمّ ترشيح فيلم أيفون سميث آدم كلايتون بأوّل (1990) أيضًا، ممّا جعلها أوّل منتجٍ أمريكيٌّ أفريقيٌّ يتمّ ترشيحه عن فئة «أفضّل فيلم وثائقيٌّ».
وُصفت مخرجة الأفلام الوثائقية روزين مباكام بأنها «واحدة من أبرز صانعي الأفلام في مجال الأعمال الواقعية الإبداعية في الوقت الحالي».